# Unidade Internacional

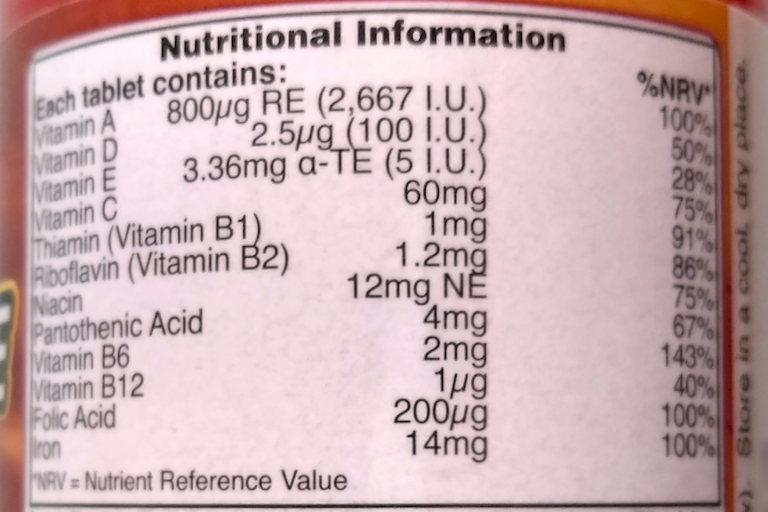
Exemplo do uso da IU

Unidade internacional (IU), em farmacologia, são as unidades de medida da quantidade de uma substância, com base na atividade biológica medida (ou no seu efeito).
A Unidade Internacional é usada para vitaminas, hormonas, diversos medicamentos, vacinas, produtos derivados de sangue ou outras substâncias biológicas ativas